# Palirika bouchardi
Palirika bouchardi är en tvåvingeart som beskrevs av Christine Lynette Lambkin och Yeates 2003. Palirika bouchardi ingår i släktet Palirika och familjen svävflugor. Inga underarter finns listade i Catalogue of Life.